# Music Publishers' Association
De Music Publishers' Association of the United States (MPA) is verantwoordelijk voor de productie en distributie van bladmuziek en is de oudste organisatie die zich bezighoudt met muziek in de Verenigde Staten. Het is opgericht in 1895.

## Tabulatuur- en songtekstwebsites
In december 2005 startte MPA een juridische procedure tegen tabulatuur- en songtekstwebsites. MPA zei dat deze sites het auteursrecht schenden door dit materiaal gratis aan te bieden zonder een licentie van de desbetreffende muzikant of platenmaatschappij. De voorzitter van MPA Lauren Keiser wilde gevangenisstraf en boetes voor de verantwoordelijken en de bladmuziek en de songteksten moesten worden verwijderd van de sites. 
In maart 2006 verklaarde MPA haar positie tegenover de sites die onbevoegd bladmuziek en tabulatuur ter beschikking stellen.
Hieronder staan een paar punten van MPA.
- MPA investeert in bladmuziek en de illegale tabulatuursites verminderen hun winst.
- De tabs zomaar verdelen is al erg genoeg maar nog erger is als sites geld verdienen met illegale tabs.
- Gitaar-tabs omzeilen de copyrightwetten niet, wat vele mensen denken omdat het een persoonlijke interpretatie is.
- Illegale tabs bekijken is hetzelfde als bladmuziek stelen uit een winkel.
- MPA richt zich niet op bevoegde sites en wil met de sites werken die zich willen legaliseren.

## Kritiek
De reacties van de volgens MPA onbevoegde sites waren zeer negatief. Ze geloven niet dat ze een inbreuk plegen op de auteurswetten want ze geven alleen maar een beschrijving van wat ze horen bij deze composities. Ze zijn soms zelfs niet correct. De sites zeggen dat het oefenen van deze tabs en het delen van composities al jaren zonder problemen gaat. Hier is een artikel van guitartabs.cc die nu gesloten is:
"At what point does describing how one plays a song on guitar become an issue of copyright infringment[sic]? This website [and tablatures], among other things, helps users teach each other how they play guitar parts for many different songs. This is the way music teachers have behaved since the first music was ever created. The difference here is that the information is shared by way of a new technology: the Internet..."
Vertaald: "Wanneer wordt het beschrijven van hoe iemand een lied speelt op de gitaar een inbreuk op de copyright wetgeving? Deze website en tabulatuur, en andere dingen, helpt gebruikers om elkaar te leren hoe ze verschillende stukken moeten spelen op de gitaar. Zo gedragen muziekleraars zich al sinds de eerste muziek was gemaakt. Het verschil hier is dat de informatie die gedeeld wordt op internet."

Sites die legaal waren en zelfs niet gevestigd waren in de Verenigde Staten werden ook stilgelegd door de MPA. De site van Ultimate Guitar is een voorbeeld van zo een site. Hieronder staat hun reactie:
"Ultimate-Guitar.Com site, as you know, is a bit different from any other websites. We are based in Russia, thus none of US laws and authorities can force us to make anything."
Vertaald: "Ultimate-Guitar.com is een beetje anders dan alle andere websites. Wij zijn gevestigd in Rusland, dus geen enkele Amerikaanse wet of autoriteit kan ons dwingen iets te doen."
Er zijn veel groepen van leerkrachten, studenten, muzikanten, enz. die tegen de MPA acties zijn, zoals MuSATO.
In april 2008 werd de Power Tab Archive, een populaire gitaartabulatuursite gebaseerd op het programma Power Tab Editor, door de MPA gedwongen zich te sluiten. Maar op 3 april 2009 maakte het de Power Tab Archive zich partner van Music Sales Group en de site blijft in werking.